# Un secolo di cinema - Viaggio nel cinema americano di Martin Scorsese
Un secolo di cinema - Viaggio nel cinema americano di Martin Scorsese (A Personal Journey with Martin Scorsese Through American Movies) è un film documentario del 1995 diretto da Martin Scorsese e Michael Henry Wilson, di circa quattro ore.

## Trama
Nel film Martin Scorsese esamina una selezione dei suoi film americani preferiti raggruppati in tre differenti tipologie di registi:
- Il regista come un illusionista, che ha creato nuove tecniche di montaggio tra altre innovazioni di suono e colore utilizzate negli anni successivi:
  - David Wark Griffith
  - Friedrich Wilhelm Murnau
- Il regista come un imbroglione, che ha nascosto un messaggio sovversivo nei suoi film:
  - Douglas Sirk
  - Samuel Fuller
  - Vincente Minnelli
- Il regista come un iconoclasta, che ha attaccato il conformismo sociale:
  - Charlie Chaplin
  - Erich von Stroheim
  - Orson Welles
  - Elia Kazan
  - Nicholas Ray
  - Stanley Kubrick
  - Arthur Penn
  - Sam Peckinpah

In Italia è stato trasmesso per la prima volta in chiaro il 22 giugno 1999 su Rai 2.

## Elenco dei film citati
I film elencati, suddivisi secondo gli 8 capitoli del documentario (più una introduzione ed una conclusione), sono tutti quelli citati da Scorsese in questo documentario sul cinema americano. Di quasi tutti sono presenti spezzoni filmati e si contano veramente con le dita di una mano quelli che sono citati tramite semplici fotogrammi fissi. Naturalmente sono tutti film americani, ma c'è un'unica eccezione: Cabiria di Giovanni Pastrone.
I film sono in tutto in realtà 112: sono infatti presenti delle sequenze video anche di Directed by John Ford di Bogdanovic e Le avventure del giovane Indiana Jones di Lucas, ma poiché essi sono citati per motivi non riguardanti propriamente il film in sé, non sono riportati nell'elenco.
- Introduzione (Le visioni che segnano ed alimentano la passione)
  - Duello al sole (1946) di King Vidor
  - Gangster cerca moglie (1956) di Frank Tashlin
  - Giungla d'asfalto (1950) di John Huston
  - La donna che visse due volte (1958) di Alfred Hitchcock
  - Il bacio perverso (1964) di Samuel Fuller
  - Assassinio per contratto (1958) di Irving Lerner
  - La casa rossa (1947) di Delmer Daves
  - La città del vizio (1955) di Phil Karlson
- Il dilemma del regista (Le battaglie creative)
  - I dimenticati (1941) di Preston Sturges
  - Il bruto e la bella (1952) di Vincente Minnelli
  - L'amore non può attendere (1949) di David Butler
  - La folla (1928) di King Vidor
  - L'ombra del dubbio (1943) di Alfred Hitchcock
  - Mr. Smith va a Washington (1939) di Frank Capra
- Il regista come narratore
  - The Great Train Robbery (1903) di Edwin S. Porter
  - I moschettieri di Pig Alley (1912) di David Wark Griffith
  - Una pallottola per Roy (1941) di Raoul Walsh
  - Gli amanti della città sepolta (1949) di Raoul Walsh
- Il western
  - Ombre rosse (1939) di John Ford
  - I cavalieri del Nord Ovest (1949) di John Ford
  - Sentieri selvaggi (1956) di John Ford
  - Le furie (1950) di Anthony Mann
  - Lo sperone nudo (1953) di Anthony Mann
  - I tre banditi (1956) di Budd Boetticher
  - Furia selvaggia - Billy Kid (1958) di Arthur Penn
  - Gli spietati (1992) di Clint Eastwood
- Il gangster movie
  - Nemico pubblico (1931) di William A. Wellman
  - Rigenerazione (1915) di Raoul Walsh
  - Scarface - Lo sfregiato (1932) di Howard Hawks
  - I ruggenti anni venti (1939) di Raoul Walsh
  - Le vie della città (1948) di Byron Haskin
  - Le forze del male (1948) di Abraham Polonsky
  - Il padrino (1972) di Francis Ford Coppola
  - Senza un attimo di tregua (1967) di John Boorman
- Il musical
  - Donne di lusso (1935) di Busby Berkeley
  - La danza delle luci (1933) di Mervyn LeRoy
  - Quarantaduesima strada (1933) di Lloyd Bacon
  - Viva le donne! (1933) di Lloyd Bacon
  - Incontriamoci a Saint Louis (1944) di Vincente Minnelli
  - Musica per i tuoi sogni (1949) di Michael Curtiz
  - Spettacolo di varietà (1953) di Vincente Minnelli
  - È nata una stella (1954) di George Cukor
  - All That Jazz - Lo spettacolo comincia (1979) di Bob Fosse
- Il regista illusionista
  - Il cameraman (1928) di Edward Sedgwick e Buster Keaton
  - Nascita di una nazione (1915) di David Wark Griffith
  - Death's Marathon (1913) di David Wark Griffith
  - Cabiria (1914) di Giovanni Pastrone
  - Intolerance (1916) di David Wark Griffith
  - I dieci comandamenti (1923) di Cecil B. DeMille
  - Sansone e Dalila (1949) di Cecil B. DeMille
  - I dieci comandamenti (1956) di Cecil B. DeMille
  - Aurora (1927) di Friedrich Wilhelm Murnau
  - Settimo cielo (1927) di Frank Borzage
  - Anna Christie (1930) di Clarence Brown
  - La stella della taverna nera (1930) di Tay Garnett
  - The Big House (1930) di George William Hill
  - Femmina folle (1945) di John M. Stahl
  - Johnny Guitar (1954) di Nicholas Ray
  - La tunica (1953) di Henry Koster
  - La valle dell'Eden (1955) di Elia Kazan
  - Qualcuno verrà (1958) di Vincente Minnelli
  - La regina delle piramidi (1955) di Howard Hawks
  - La caduta dell'Impero romano (1964) di Anthony Mann
  - 2001: Odissea nello spazio (1968) di Stanley Kubrick
- Il regista contrabbandiere
  - Il bacio della pantera (1942) di Jacques Tourneur
  - Ho camminato con uno zombi (1943) di Jacques Tourneur
  - Lettera da una sconosciuta (1948) di Max Ophüls
  - La strada scarlatta (1945) di Fritz Lang
  - Detour - Deviazione per l'inferno (1945) di Edgar G. Ulmer
  - La fiamma del peccato (1944) di Billy Wilder
  - La città spenta (1954) di André De Toth
  - La preda della belva (1950) di Ida Lupino
  - La sanguinaria (1949) di Joseph H. Lewis
  - T-Men contro i fuorilegge (1947) di Anthony Mann
  - Schiavo della furia (1948) di Anthony Mann
  - Un bacio e una pistola (1955) di Robert Aldrich
  - La campana ha suonato (1954) di Allan Dwan
  - Secondo amore (1955) di Douglas Sirk
  - Dietro lo specchio (1956) di Nicholas Ray
  - Quaranta pistole (1957) di Samuel Fuller
  - Mano pericolosa (1953) di Samuel Fuller
  - Il corridoio della paura (1963) di Samuel Fuller
  - Due settimane in un'altra città (1962) di Vincente Minnelli
- Il regista iconoclasta
  - Giglio infranto (1919) di David Wark Griffith
  - Sinfonia nuziale (1928) di Erich von Stroheim
  - Io sono un evaso (1932) di Mervyn LeRoy
  - Autostrada per l'inferno (1932) di Rowland Brown
  - Selvaggi ragazzi di strada (1933) di William A. Wellman
  - Eroi in vendita (1934) di William A. Wellman
  - L'imperatrice Caterina (1934) di Josef von Sternberg
  - Quarto potere (1941) di Orson Welles
  - L'orgoglio degli Amberson (1942) di Orson Welles
  - Il grande dittatore (1940) di Charlie Chaplin
  - Un tram che si chiama desiderio (1951) di Elia Kazan
  - Fronte del porto (1954) di Elia Kazan
  - L'ultimo Apache (1954) di Robert Aldrich
  - Il seme della violenza (1955) di Richard Brooks
  - Il selvaggio (1953) di László Benedek
  - Tempesta su Washington (1962) di Otto Preminger
  - Orizzonti di gloria (1957) di Stanley Kubrick
  - Non voglio morire (1958) di Robert Wise
  - La vergine sotto il tetto (1953) di Otto Preminger
  - L'uomo dal braccio d'oro (1955) di Otto Preminger
  - Piombo rovente (1957) di Alexander Mackendrick
  - Uno, due, tre! (1961) di Billy Wilder
  - Gangster Story (1967) di Arthur Penn
  - Lolita (1962) di Stanley Kubrick
  - Barry Lyndon (1975) di Stanley Kubrick
  - Volti (1968) di John Cassavetes
- Conclusione (Il viaggio)
  - America America (1963) di Elia Kazan

Scorsese passa in rassegna tutto il cinema americano dalla sua nascita sino alla fine degli anni sessanta. Non va oltre (ma in realtà c'è qualche eccezione a tale limite temporale come Il padrino, Barry Lindon, All that jazz e Gli spietati) in quanto, cominciando allora egli stesso a dirigire le sue prime opere, non ritiene corretto trattare qualcosa di cui è divenuto parte. Nella conclusione della maratona (il film dura 3 ore e 40 minuti) Scorsese si scusa per quegli autori che non ha potuto trattare o che ha citato solo di sfuggita: da Lubitsch a Mankiewicz, da Huston a Hitchcock, da Preston Sturges a Wyler. Praticamente un compendio imprescindibile di cult e classici del passato.